# Jacob ben Makhir ibn Tibbon
Jacob ben Makhir ibn Tibbon est un astronome, médecin et traducteur juif provençal du XIIIe siècle (1236 - 1304). Il est connu, dans des textes français, sous le nom de Profatius.

Il a également pris une part importante dans la controverse autour des écrits de Moïse Maïmonide.

## Éléments biographiques
Probablement né à Marseille, il est connu en Provence sous le nom de Don Profiat Tibbon, parfois latinisé en Profatius Judæus. Astronome fort réputé, il est en outre, selon Jean Astruc, régent à la faculté de médecine de Montpellier.
Il participe à la controverse autour des écrits de Moïse Maïmonide, ayant appris par son cousin Juda ben Moshe ibn Tibbon, rabbin de Montpellier, que ceux qui le dénigrent, en font de même pour son grand-père Samuel ibn Tibbon, qui a traduit ses travaux. Il défend farouchement la science contre les attaques d'Abba Mari et ses partisans. L'attitude énergique de la communauté de Montpellier est due à son influence, ainsi qu'à celle de son cousin. Il proteste contre la lecture de la lettre du rabbin Salomon ben Adret à la communauté de Montpellier, qui jette l'anathème sur quiconque étudierait la philosophie. La lecture a tout de même lieu à la synagogue de Montpellier, le jour suivant, au mois de Eloul, en  1304. Jacob ibn Tibbon meurt quelques mois plus tard.

## Œuvres
Jacob ibn Tibbon s'est fait connaître par une série de traductions en hébreu d'œuvres scientifiques et philosophiques et, surtout, par deux travaux originaux en astronomie.

### Astronomie
Les deux travaux de Jacob sont : 
- une description de l'instrument astronomique appelé le Astrolabe-quadrant. Le traité, en seize chapitres dont le dernier donne des instructions pour la construction de l'instrument est conservé à la Bibliothèque nationale de France (MS. n° 1054) ;
- des tables astronomiques, débutant au premier mars 1300, dressées en vue de l'établissement d'un almanach universel, et dont le manuscrit est conservé à la Bibliothèque de Munich (Munich n° 343, 26).

Ces travaux ont connu plusieurs traductions en latin, fortement réputées. Elles ont été utilisées par Nicolas Copernic, Erasmus Reinhold et Christophorus Clavius.

### Traductions
Situé dans la tradition familiale des Tibbonides Jacob ben Makhir a été un traducteur prolifique, bien que ses centres d'intérêt se soient davantage orientés vers l'astronomie que la philosophie. Parmi ses traductions : 
- les Éléments d'Euclide, en quinze chapitres ;
- les traités de Qusta ibn Luqa sur la sphère armillaire, en soixante-cinq chapitres ;
- le Sefer Hamattanot, traduction de la traduction arabe des Données d'Euclide par Hunayn ibn Ishaq ;
- le Ma'amar Talqous, traité d'Autolycus sur la sphère en mouvement ;
- trois traités sur la sphère de Ménélas d'Alexandrie ;
- le Ma'amar bitekouna ou Sefer 'al Tekouna, en quarante-quatre chapitres, d'Abu 'Ali ibn Ḥassan ibn al-Ḥaitham ;
- un traité sur l'utilisation de l'astrolabe, en quarante chapitres, à partir d'Abu al-Kasim Aḥmad ibn al-Ṣaffar ;
- un compendium sur l'Almageste de Claude Ptolémée, d'après Abu Muhammed Jabar ibn Aflaḥ ;
- L’Iggeret Hama'asse belouah haniqra Sofiha, d'après Abu Isḥaḳ ben al-Zarḳalah ;
- Une préface au traité astronomique d'Abraham bar Hiyya
- Un extrait de l’Almageste sur l'arc de cercle
- Kitzour mikol Meleket Higgayon, traduction du compendium d'Averroès sur l’Organon (Riva di Trento, 1559) ;
- Traduction de la paraphrase d'Averroès sur les livres xi. à xix. de l'histoire des animaux d'Aristote
- Mozene ha-'Iyyounim, d'après Ghazali.